# Afta
Viene definita afta una dolorosa ulcera all'interno del cavo orale causata da una rottura della mucosa. Viene altresì indicata come stomatite aftosa e ulcera aftosa, specialmente se la ferita è multipla o cronica. La parola deriva dal greco áphthe, ἄφθη,  che significa pustola. Occorre distinguere tra "afta minor" e "afta major", in base alla dimensione.
La causa non è completamente nota, ma implica una risposta immunitaria linfocita T mediata, innescata da una varietà di fattori. Gli eventi scatenanti variano a seconda degli individui e includono carenze nutrizionali, traumi locali, stress, influenze ormonali, allergie, predisposizione genetica o altri fattori.
Queste ulcere si verificano periodicamente e possono guarire completamente tra un episodio e l'altro. Nella maggior parte dei casi, le singole ulcere hanno una durata che varia tra gli 8 e i 10 giorni, mentre gli episodi di ulcerazione si verificano dalle 3 alle 6 volte all'anno. La maggior parte di esse appaiono sulle superfici degli epiteliali non cheratinizzanti della bocca (nello specifico, ovunque tranne nella gengiva aderente, sul palato duro e sul dorso della lingua), anche se le forme più gravi, tuttavia meno comuni, possono coinvolgere anche quelli cheratinizzanti. I sintomi variano da un leggero fastidio fino all'instaurarsi di una difficoltà nel mangiare e nel bere. Le forme gravi possono anche essere debilitanti, provocando anche la perdita di peso per via della malnutrizione.
La condizione è molto comune e colpisce circa il 20% della popolazione generale. L'esordio avviene spesso durante l'infanzia o l'adolescenza e la condizione di solito dura per parecchi anni prima di scomparire gradualmente. Attualmente non esiste una cura e il trattamento si concentra sulla gestione del dolore, sulla riduzione dei tempi di guarigione e della frequenza degli episodi di ulcerazione.

## Epidemiologia
La prevalenza varia dal 5% al 66% ma nella maggior parte delle popolazioni si stima che il 20% degli individui ne sia colpito in una certa misura; un dato che rende la condizione la più comune malattia della mucosa orale. L'afta si riscontra in tutto il mondo, ma è più comune nei paesi sviluppati.
Considerando i singoli paesi, si osserva una prevalenza leggermente superiore nei gruppi socioeconomici più elevati. I maschi e le femmine sono interessati in un rapporto di parità e il picco di età di insorgenza è tra i 10 e i 19 anni. Circa l'80% delle persone con afta ha sviluppato la condizione prima dei 30 anni. Vi sono delle correlazioni con le variazioni etniche: ad esempio, negli Stati Uniti, l'afta può essere tre volte più comune nelle persone di pelle scura rispetto alle persone di pelle chiara.

## Eziologia
La causa della condizione non è del tutto chiara, ma si ritiene che l'eziologia sia multifattoriale. È stato anche suggerito che la stomatite aftosa non sia una singola entità, ma piuttosto un gruppo di condizioni con diverse cause. Molteplici studi hanno tentato di identificare un organismo responsabile, ma la stomatite aftosa sembra non essere contagiosa, non infettiva e non trasmissibile sessualmente. Si pensa che la distruzione della mucosa possa essere il risultato di una risposta immunitaria mediata dai linfociti T che comporta la generazione di interleuchine e di fattore di necrosi tumorale alfa (TNF-α). Anche i mastociti e i macrofagi sono coinvolti, secernendo TNF-α insieme alle cellule T. Quando le prime ulcere aftose vengono sottoposte a biopsia, l'aspetto istologico mostra un denso infiltrato infiammatorio, l'80% del quale è costituito da linfociti T.
Nonostante questa teoria di immuno-disregolazione sostenuta dalla maggior parte dei ricercatori, la stomatite aftosa si comporta diversamente rispetto alle malattie autoimmuni per molti aspetti. Non vi è alcuna correlazione tra l'afta e altre malattie autoimmuni, anche se spesso si accompagnano; infatti non vengono rilevati autoanticorpi comuni, la condizione tende a risolversi spontaneamente con l'avanzare dell'età piuttosto che peggiorare, e le immunoglobuline nel siero sono di solito a livelli normali.
Nonostante vi siano forti prove a sostegno che vi sia un meccanismo di distruzione della mucosa mediata dai linfociti T, i fattori scatenanti precisi per questo processo sono sconosciuti e si ritiene che siano molteplici, variando da una persona all'altra. Ciò suggerisce che vi sono una serie di possibili fattori, ciascuno dei quali può essere in grado di innescare la malattia in diversi sottogruppi di individui. In altre parole, diversi sottogruppi sembrano avere diverse cause per la condizione. Questi possono essere considerati in tre gruppi generali, ossia immuno-disregolazione primaria, diminuzione della barriera mucosale e stati di sensibilità accresciuta agli antigeni. I fattori eziologici della stomatite aftosa sono a volte considerati sia come correlati al portatore che all'ambiente.

### Immunità
Almeno il 40% delle persone con stomatite aftosa ha una storia familiare di questa condizione, il che suggerisce che alcune persone siano geneticamente predisposte a sviluppare ulcerazioni orali. HLA-B12, HLA-B51, HLA-CW7, HLA-A2, HLA-A11 e HLA-DR2 sono esempi di tipi di antigeni leucocitari umani correlati con la stomatite aftosa. Tuttavia, questi tipi di HLA sono incoerentemente associati con la condizione e variano anche in base all'etnia. Le persone che hanno una storia familiare positiva di stomatite aftosa tendono a sviluppare una forma più grave della malattia e in età più precoce rispetto alla media.
Lo stress ha effetti sul sistema immunitario, che possono spiegare perché alcuni casi sono correlati direttamente con esso. Si è spesso affermato che l'ulcerazione si aggrava durante i periodi di forte impegno e diminuisce nel tempo di vacanza. In alternativa, è stato suggerito che le attività parafunzionali orali del labbro o della guancia, come la masticazione, diventano più intense durante i periodi di stress e quindi la mucosa è sottoposta a maggiori traumi.
Le afte si verificano anche in condizioni che comportano immuno-disregolazione sistemica, ad esempio, neutropenia ciclica e l'infezione da virus dell'immunodeficienza umana. Nella neutropenia ciclica, si verificano più gravi ulcerazioni orale durante i periodi di grave immuno-disregolazione e la risoluzione della neutropenia sottostante impedisce il ciclo dell'ulcerazione. Il relativo aumento in percentuale di linfociti T CD8+, causata da una riduzione nel numero di linfociti T CD4+ può essere implicato nelle stomatiti aftose ricorrenti nei casi di HIV.

### Barriera della mucosa
Lo spessore della mucosa può essere un fattore importante nella stomatite aftosa. Solitamente, le ulcere si formano sulle superfici mucose sottili non cheratinizzate della bocca. La riduzione dello spessore della mucosa aumenta la frequenza dell'occorrenza delle ulcerazioni, mentre l'aumento dello spessore è correlato a una diminuzione dell'ulcerazione.
Le carenze nutrizionali associate con stomatite aftosa (ferro, acido folico e vitamina B12) possono tutte causare una diminuzione dello spessore della mucosa orale (atrofia).
Anche un trauma locale può essere associato con la stomatite aftosa, ed è noto che il trauma può ridurre la barriera mucosa. Esso potrebbe verificarsi durante un'iniezione di anestetico locale in bocca o comunque durante i trattamenti odontoiatrici, con l'attrito da una superficie tagliente della bocca, come un dente rotto o per colpa dello spazzolino da denti.
Fattori ormonali sono in grado di alterare la barriera della mucosa. In uno studio, un piccolo gruppo di donne con stomatite aftosa ha avuto un minor numero di occorrenze di ulcere durante la fase luteale del ciclo mestruale o quando utilizzavano la pillola contraccettiva. Questa fase è associata a una diminuzione dei livelli di progesterone e alla proliferazione della mucosa e della sua cheratinizzazione. Questo sottogruppo ha spesso evidenziato una remissione durante la gravidanza. Tuttavia, altri studi non riscontrano alcuna correlazione tra la stomatite aftosa e il periodo mestruale, la gravidanza o la menopausa.
L'afta è rara nelle persone che fumano, e vi è anche una correlazione tra le abitudini e la gravità della condizione. L'uso del tabacco è associato a un aumento della cheratinizzazione della mucosa orale. In forme estreme, questo può manifestarsi come leucoplachia o stomatite da nicotina (cheratosi del fumatore). Questa maggiore cheratinizzazione può rinforzare meccanicamente la mucosa e ridurre quindi la formazione delle ulcere dopo un trauma minore o presentando una barriera più consistente ai microbi e agli antigeni, ma ciò non è chiaro. È noto che la nicotina è in grado di stimolare la secrezione di steroidi surrenali e ridurre la produzione di TNF-α, interleuchina-1 e interleuchina-6. A volte smettere di fumare causa l'insorgenza della stomatite aftosa in persone precedentemente prive della condizione o l'aggravano in coloro che l'avevano già sperimentata. Nonostante questa correlazione, iniziare a fumare non è in genere una strategia idonea per diminuire l'insorgenza e gli effetti della condizione.

### Sensibilità antigenica
È stato ipotizzato che la condizione rappresenti uno stato di sensibilità agli stimoli antigenici, con cross-reattività risultante dalla risposta immunitaria cellulo-mediata con le cellule dell'epitelio. Alcuni ipotizzano che l'afta sia causata dall'espressione dell'antigene leucocitario umano (HLA) di classe II insieme con i normali HLA di classe I che si trovano nelle cellule epiteliali, che si traduce nell'essere riconosciuti dal sistema immunitario come cellule estranee anziché dell'organismo. Sono stati ritenuti possibili vari fattori scatenanti antigenici, tra cui streptococchi, l'herpes simplex virus, il virus varicella-zoster, l'adenovirus e il citomegalovirus.
Altri studiosi sostengono che non vi siano prove disponibili a dimostrazione che questi organismi siano in grado di causare l'afta autonomamente. Alcune persone con la condizione mostrano l'herpes virus all'interno dell'epitelio della mucosa, ma senza che vi sia un'infezione produttiva. In alcune persone, gli attacchi di ulcere si verificano allo stesso tempo come spargimento virale asintomatico e con titoli virali elevati. Tuttavia, l'utilizzo di un farmaco antivirale non ha effetto sulla stomatite aftosa.
In alcuni casi, le afte ricorrenti possono essere la manifestazione di una reazione allergica. I possibili allergeni includono alcuni alimenti (ad esempio, cioccolato, caffè, fragole, uova, noci, pomodori, formaggio, agrumi, benzoati, aldeide cinnamica e cibi altamente acidi), dentifrici e collutori. Dove gli allergeni alimentari sono responsabili, le ulcere della bocca di solito si sviluppano dopo circa 12-24 ore dall'esposizione.
Il laurilsolfato di sodio (SLS), un detergente presente in alcune marche di dentifricio e in altri prodotti per la salute orale, può produrre in alcune persone ulcerazioni orali. È stato dimostrato che la stomatite aftosa sia più comune nelle persone che utilizzano dentifrici contenenti SLS e che vi sia una riduzione della malattia quando invece ne viene utilizzato uno privo. Alcuni sostengono che poiché gli SLS si trovano in quasi tutti i prodotti per l'igiene orale, non è improbabile che vi sia una vera e propria predisposizione per l'afta causata da questa sostanza.

### Malattia sistemica
| Malattie sistemiche correlate con ulcerazioni simili all'afta |
| --- |
| Malattia di Behçet Malattia celiaca Neutropenia ciclica Carenze nutrizionali Deficit di IgA Immunodeficienza, es. HIV/AIDS Malattie infiammatorie croniche intestinali Sindrome MAGIC Sindrome PFAPA Artrite reattiva Sindrome di Sweet Ulcera di Lipschütz |

Ulcerazioni simili all'afta possono verificarsi in correlazione con diverse malattie sistemiche (vedi tabella). Queste ulcere sono clinicamente e istologicamente identiche alle lesioni tipiche della stomatite aftosa, ma da molti non sono considerate vere afte. Alcune di queste condizioni possono causare ulcerazioni su altre superfici mucose oltre alla bocca, come la congiuntiva o le membrane mucose genitali. La risoluzione della condizione sistemica spesso porta a una diminuzione della frequenza e della gravità delle ulcerazioni orali.
La malattia di Behçet si presenta con una triade di ulcere della bocca, dei genitali e uveite anteriore. La caratteristica principale della malattia è l'ulcerazione simile all'afta, ma questa è generalmente più grave rispetto alla stomatite aftosa senza una causa sistemica e in genere assomiglia maggiormente all'ulcerazione herpetiforme. Nel 25%-75% dei casi l'ulcerazione simile all'afta è il primo segno della malattia. La malattia di Behçet è più comune negli individui la cui origine etnica è dalle regioni lungo la Via della seta (tra il Mediterraneo e l'Estremo Oriente). Tende a essere rara in altri paesi, come negli Stati Uniti e nel Regno Unito. La sindrome MAGIC è una possibile variante della malattia di Behçet ed è associata con ulcerazioni simili all'afta.
La sindrome PFAPA è una rara condizione che tende a verificarsi nei bambini. Il nome sta per "febbre periodica, afte, faringite (mal di gola) e adenite cervicale" (infiammazione dei linfonodi nel collo). Le febbri si verificano periodicamente circa ogni 3-5 settimane. La condizione sembra migliorare con la tonsillectomia o l'immunosoppressione, suggerendo una causa immunologica.
Nella neutropenia ciclica, vi è una riduzione del livello di neutrofili circolanti nel sangue che si verificano circa ogni 21 giorni. Le infezioni opportunistiche comunemente si verificano e le ulcerazioni simili all'afta peggiorano durante questo periodo.
Le carenze ematiniche (ferro, acido folico e vitamina B12), che si verificano singolarmente o in combinazione, e con o senza malattia gastrointestinale di base, sono due volte più comuni nelle persone con RAS. Tuttavia, gli integratori di ferro e vitamina B12 solo raramente migliorano l'ulcerazione. Il rapporto di carenza di vitamina B12 è stata oggetto di molti studi. Anche se questi studi hanno trovato che 0-42% di quelli con ulcere ricorrenti soffrono di carenza di vitamina B12, una associazione con carenza è rara. Anche in assenza di deficit, la supplementazione di vitamina B12 può essere utile a causa di meccanismi poco chiari. Le carenze ematiniche possono causare anemia, che è anche associata con ulcerazione simile all'afta.
I disturbi gastrointestinali sono a volte associati con la stomatite aftosa, ad esempio la malattia celiaca ma anche le malattie infiammatorie intestinali come la malattia di Crohn o la colite ulcerosa. Il legame tra i disturbi gastrointestinali e la stomatite aftosa è probabilmente legata a carenze nutrizionali causate da malassorbimento. Meno del 5% delle persone con stomatite aftosa ricorrente hanno la malattia celiaca, che di solito si presenta con grave malnutrizione, anemia, dolori addominali, diarrea e glossite (infiammazione della lingua). A volte le ulcerazioni simili all'afta possono essere l'unico segno della malattia celiaca. Nonostante questa associazione, una dieta priva di glutine di solito non migliora le ulcerazioni orali.
Altri esempi di condizioni sistemiche associate con ulcerazioni simili all'afta, includono l'artrite reattiva (sindrome di Reiter), e l'eritema multiforme recidivante.

## Classificazione
La stomatite aftosa è stata classificata come un tipo di stomatite non infettiva. Si manifesta con l'insorgenza, spesso ricorrente, di erosioni dolorose singole o multiple e ulcere che compaiono principalmente sulla mucosa orale. Il tipo di lesioni la caratterizzano in diverse varianti o sottotipi, in passato attribuiti a specifiche malattie con molti eponimi: malattia di Sutton, malattia di Von Zahorsky,  afta di von Mikulicz, afta di Bednar.  Un metodo più comune per classificare la stomatite aftosa ricorrente è in tre varianti, distinte per la dimensione, il numero e la posizione delle lesioni, il tempo di guarigione delle singole ulcere e se una cicatrice è rimasta dopo la guarigione.
| Stomatite aftosa | Caratteristica clinica | Caratteristica clinica   | Caratteristica clinica | Caratteristica clinica            | Caratteristica clinica | Caratteristica clinica | Caratteristica clinica   | Caratteristica clinica | Caratteristica clinica                                                                           |
| Stomatite aftosa | Dimensioni (ø mm)      | Tipo e numero di lesioni | Profondità             | Aspetto                           | Cicatrice              | Durata (giorni)        | Picco d'esordio (età)    | Frequenza(%)a          | Localizzazione                                                                                   |
| --- | ---------------------- | ------------------------ | ---------------------- | --------------------------------- | ---------------------- | ---------------------- | ------------------------ | ---------------------- | ------------------------------------------------------------------------------------------------ |
| minor | 5–10                   | <10                      | Superficiale           | ovale con bordo regolare          | No                     | 10-14                  | 2º decennio di vita      | 75–90                  | Mucosa orale non cheratinizzata. Spesso: labbra, regioni buccali, margini della lingua           |
| major | > 10                   | 1–3                      | In profondità          | ovale con bordo spesso irregolare | sì                     | > 14                   | 1º e 2º decennio di vita | 10-15                  | Mucosa orale cheratinizzata e non cheratinizzata. Spesso: palato molle                           |
| erpetiforme | <5                     | > 10                     | Superficiale           | ovale o irregolareb               | No                     | 10-14                  | 3º decennio di vita      | 5–10                   | Mucosa orale non cheratinizzata. Spesso: pavimento della bocca, superficie ventrale della lingua |
| a = frequenza rispetto a tutti i tipi di stomatite aftosa ricorrente b = più lesioni si possono unire formando una lesione più ampia dal bordo frastagliato. |                        |                          |                        |                                   |                        |                        |                          |                        |                                                                                                  |

### Stomatite aftosa major
Questo sottotipo di stomatite aftosa si distingue nettamente dalla comune afta minore. Si presenta tipicamente come una singola ulcera, ma possono verificarsi più ulcere. Le ulcere si presentano sulle labbra e nel cavo orale ma anche sul palato molle e sulle fauci nell'area orofaringea. Possono essere profonde con bordi lisci o irregolari. Più ulcere possono unirsi creando un'ulcera di grandi dimensioni. Può verificarsi una grave distorsione della mucosa orale e faringea. Ogni episodio di ulcerazione può produrre un numero maggiore di ulcere e il tempo tra gli attacchi è inferiore a quello osservato nella stomatite aftosa minore. La guarigione, che può richiedere 6 settimane o addirittura mesi, in genere lascia esiti cicatriziali.  È più comune nei pazienti con malattia da HIV.

### Stomatite aftosa erpetiforme
Si tratta di una forma particolarmente rara dove le lesioni di 1 o 2 mm di diametro morfologicamente ricordano quelle provocate dal virus dell'Herpes simplex pur non essendo ad esso correlate. Possono manifestarsi in grappoli di oltre 100 lesioni che durano 2 settimane, più frequentemente nelle donne.

### Afta di Bednar
Le ulcere aftose di Bednar (dal nome del medico austriaco Alois Bednar, 1816–1888) non sono propriamente stomatiti aftose, ma ulcerazioni superficiali, piane, circondate da una zona di arrossamento, che nei neonati e nei piccoli lattanti si osservano simmetricamente nella parte posteriore del palato duro, ai lati del rafe mediano della mucosa orale. Si verificano durante i primi mesi di vita. Sono causate da microtraumi, anche dovute all'eccessiva pressione della lingua durante la suzione, nelle aree dove la mucosa boccale è più sottile e tesa.

## Segni e sintomi

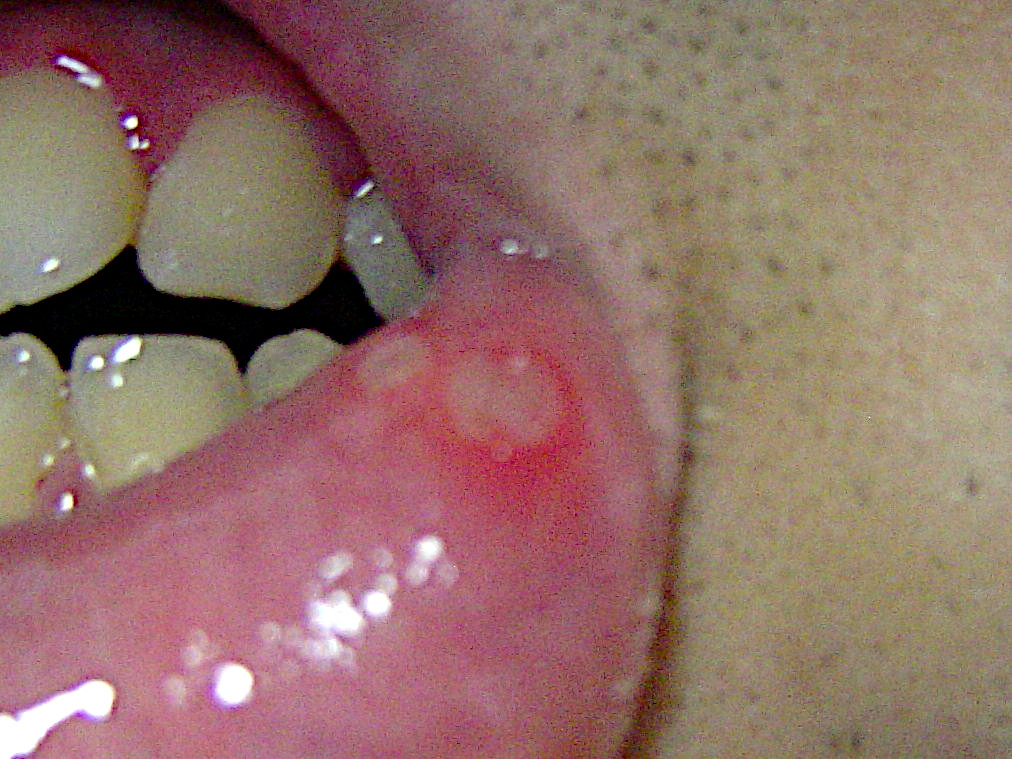
Ulcere aftose sulla mucosa labiale (il labbro inferiore è retratto). Da notare l'alone eritematoso circostante l'ulcera

Le persone colpite dall'afta non presentano segni o sintomi sistemici (cioè al di fuori della bocca) rilevabili. In generale, i sintomi possono includere sensazioni prodromiche come bruciore, fastidio e dolore. In alcuni casi, può verificarsi del pizzicore prima della comparsa dell'afta. Questo tipo di lesione della mucosa orale si presenta come un’ulcerazione concava di forma ovale, dal colore bianco-giallastro, ed è circondata da un anello infiammato ed edematoso. È di dimensione variabile, nella maggior parte dei casi ha un diametro di circa 2-4 mm, ma può superare 1 cm nei casi più gravi. Se ne può avere più di una. La formazione chiara all'interno del cerchio di mucosa infiammata è dovuto alla formazione di strati di fibrina, una proteina coinvolta nella coagulazione del sangue.
L'ulcera, che di per sé è estremamente dolorosa se toccata o strofinata, può essere accompagnata dal rigonfiamento (e conseguentemente dall'infiammazione) dei linfonodi sotto la mandibola, il che porta a confondere l'afta per il mal di denti. La gran parte delle ulcere può decorrere da 1 a 4 settimane, e può causare un dolore circoscritto e molto intenso per l'intera durata del processo di guarigione, oltre a un senso di spossatezza e malessere come se si avesse la febbre. Talvolta può rimanere un alone rosato o un segno per diverse settimane dopo la scomparsa dell'afta.
Il dolore è peggiore nei giorni immediatamente successivi alla formazione iniziale dell'ulcera e poi regredisce quando la condizione procede verso la guarigione. Se vi sono lesioni sulla lingua, parlare e masticare può risultare scomodo, mentre le ulcere sul palato molle, sull'orofaringe o sull'esofago possono causare odinofagia (deglutizione dolorosa).
Solitamente gli episodi di ulcerazione si verificano circa dalle 3 alle 6 volte l'anno. Tuttavia, una grave malattia è caratterizzata da ulcerazioni pressoché costanti (nuove lesioni in via di sviluppo prima che quelle precedenti siano guarite) e possono causare un dolore cronico debilitante e interferire con il mangiare. Nei casi più gravi, può riscontrarsi un insufficiente apporto di nutrienti che portano alla malnutrizione e alla perdita di peso.
Le ulcere aftose tipicamente iniziano come macule eritematose che si sviluppano in ulcere coperte da una membrana fibrinosa giallo-grigio che può essere grattata via. Un "alone" eritematoso circonda l'ulcera. Le dimensioni, il numero, la posizione, il tempo di guarigione, e la periodicità tra gli episodi di formazione delle ulcere sono tutte caratteristiche che dipendono dal sottotipo di stomatite aftosa. Le ulcere si presentano a livello della mucosa orale, in particolar modo della bocca, della lingua, delle labbra e delle pieghe muco-labiali e muco-boccali, mentre sono rare al palato duro e alla gengiva.

## Diagnosi

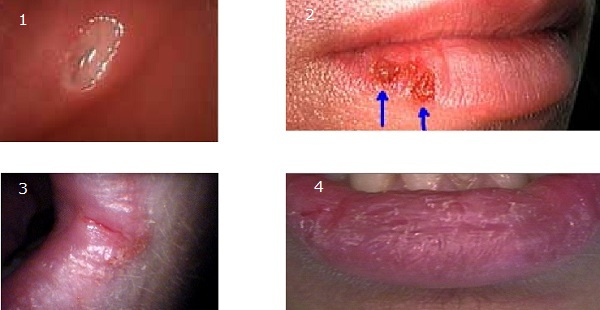
Comparazione fotografica tra: 1) un tumore all'interno della bocca, 2) Herpes labiale, 3) Cheilite angolare e 4) Cheilite.

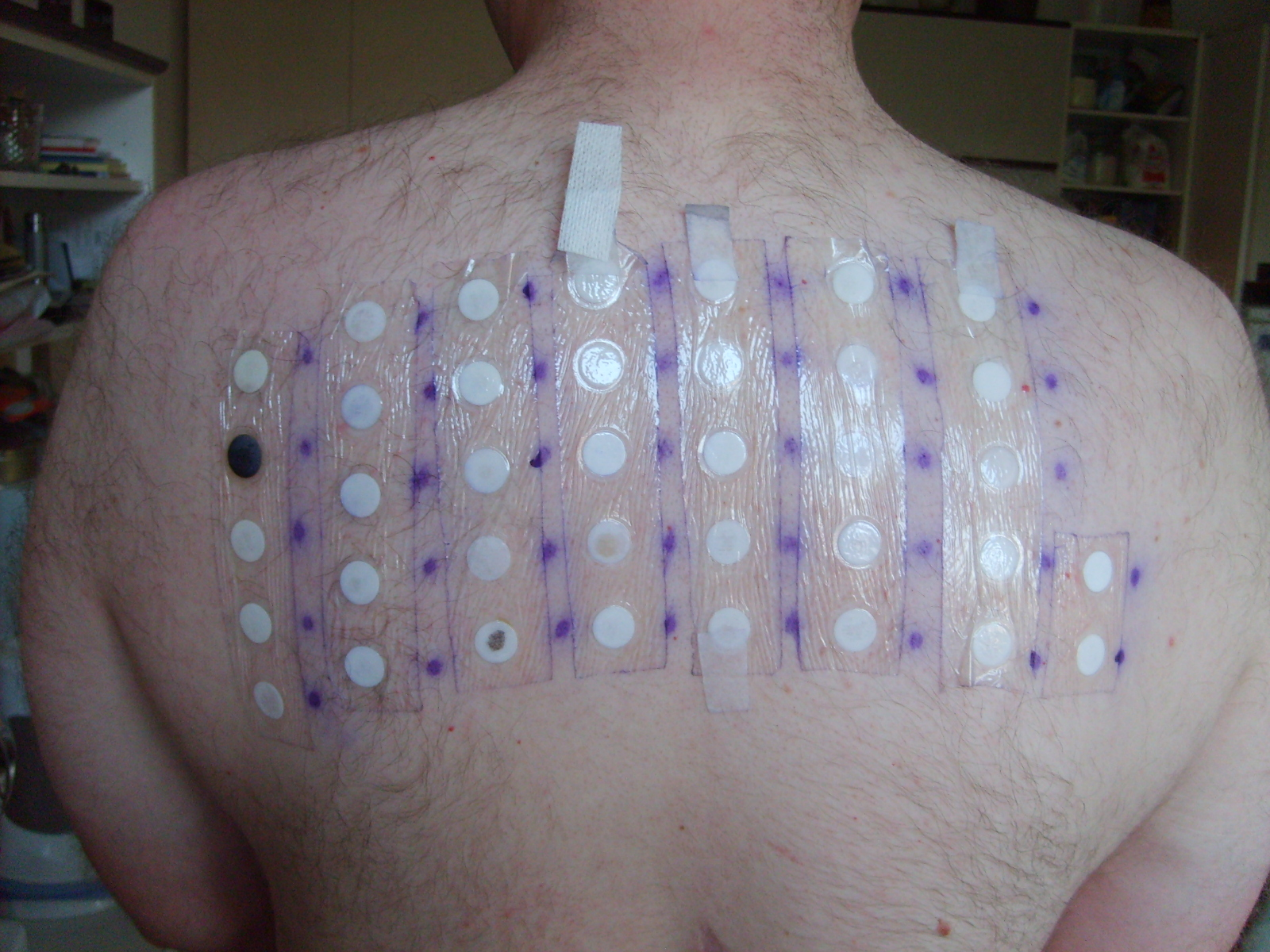
Viene talvolta compiuto un patch test. Le aree della pelle sul dorso vengono stimolate con diversi allergeni comuni. Quelli che causano una reazione infiammatoria possono essere responsabili delle ricorrenti ulcere orali

La diagnosi si basa soprattutto sull'aspetto clinico e sulla storia medica. L'elemento diagnostico più importante è una storia ricorrente di afte e l'auto guarigione delle ulcere a intervalli abbastanza regolari. Anche se vi sono molte cause per le ulcere orali, le ricorrenti ulcerazioni hanno relativamente poche cause e la più frequente è l'afta, ma raramente possono essere anche la malattia di Behçet, l'eritema multiforme, l'ulcerazione associata a malattie gastrointestinali, e l'infezione da herpes simplex intraorale ricorrente. Una causa sistemica è più probabile negli adulti che improvvisamente sviluppano ricorrenti ulcerazioni orali senza una precedente storia.

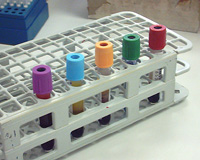
Spesso viene fatto un prelievo di sangue per valutare i livelli di emoglobina, ferro, acido folico e vitamina B12

Indagini diagnostiche particolari possono essere indicate per escludere altre cause di ulcerazione orale. Queste comprendono esami del sangue per escludere l'anemia o la carenze di ferro, di acido folico o di vitamina B12 oppure la malattia celiaca. Tuttavia, le carenze nutrizionali possono essere latenti e gli esami di sangue periferico possono apparire relativamente normali. Alcuni suggeriscono che lo screening per la celiachia dovrebbe essere di routine per coloro che lamentano ricorrenti ulcerazioni orali. Molte delle malattie sistemiche causano altri sintomi oltre alle ulcerazioni orali, una situazione in contrasto con l'afta dove si riscontrano solo isolate ulcerazioni orali. Un patch test può essere indicato se vi è il sospetto di allergie (ad esempio, una forte correlazione tra alcuni alimenti e gli episodi di ulcere). Diversi farmaci possono causare ulcerazioni orali (ad esempio il nicorandil) e una sostituzione di prova con un farmaco alternativo può evidenziare una relazione causale.
Solitamente non è necessario procedere con una biopsia del tessuto, se non per escludere altre condizioni sospette come il carcinoma orale a cellule squamose. L'aspetto istopatologico non è patognomonico (l'aspetto microscopico non è specifico per la condizione). Le lesioni precoci hanno una zona centrale di ulcerazione ricoperta da una membrana di fibrina. Nel tessuto connettivo di profondità dell'ulcera vi è una maggiore vascolarizzazione e un infiltrato infiammatorio misto, composto da linfociti, istiociti e leucociti polimorfonucleati. L'epitelio ai margini dell'ulcera mostra spongiosi e ci sono molte cellule mononucleari nel terzo basale. Vi sono anche linfociti e istiociti nel tessuto connettivo circostante ai vasi sanguigni profondi vicino all'ulcera, descritti istologicamente come "manicotti perivascolari".

## Trattamento
La stragrande maggioranza delle persone con stomatite aftosa presenta sintomi lievi che non richiedono alcuna terapia specifica. Il dolore è spesso tollerabile con una semplice modifica nell'alimentazione durante un episodio di ulcerazione, come ad esempio evitare cibi e bevande piccanti e acidi. Sono stati proposti molti farmaci topici e sistemici (vedi tabella), che a volte hanno mostrato poca o nessuna evidenza di efficacia quando sono stati sottoposti a studi completi. In alcuni casi, i trattamenti farmacologici potrebbero aver avuto in realtà un effetto placebo. Nessuna terapia è curativa, e il trattamento può essere finalizzato ad alleviare il dolore, ad accelerare la guarigione e a ridurre la frequenza degli episodi di ulcerazione.
| Terapie farmacologiche utilizzate nella stomatite aftosa | Terapie farmacologiche utilizzate nella stomatite aftosa    | Terapie farmacologiche utilizzate nella stomatite aftosa |
| Tipo di farmaco                                          | Obiettivo della terapia                                     | Esempi |
| -------------------------------------------------------- | ----------------------------------------------------------- | --- |
| Agenti di rivestimento per uso topico / barriere         | Riduzione del dolore                                        | Orabase (spesso associato al triamcinolone) |
| Analegesici topici / anestetici / antinfiammatori        | Riduzione del dolore                                        | Benzidammina cloridrato collutorio o spray, Glicerina, Amlexanox paste, lidocaina viscosa, diclofenac in acido ialuronico                                                   |
| Antisettici topici                                       | Accelerare la guarigione (prevenire l'infezione secondaria) | Doxiciclina, tetraciclina, minociclina, clorexidina, triclosan |
| Corticosteroidi topici di leggera potenza                | Riduzione dell'infiammazione                                | Cortisolo |
| Coriticosteroidi topici di moderata potenza              | Riduzione dell'infiammazione                                | Beclometasone aerosol, fluocinonide, clobetasolo propionato, betametasone desametasone                                                                                      |
| Farmaci somministrati oralmente                          | Vari, soprattutto modulazione della risposta immunitaria    | Prednisolone, colchicina, pentossifillina, azatioprina, talidomide, dapsone, acido micofenolico, adalimumab, vitamina B12, clofazimina, levamisolo, Montelukast, Sulodexide |

La terapia di prima linea per la condizione è costituita da agenti topici, piuttosto che da farmaci sistemici, con i corticosteroidi topici che ne rappresentano il trattamento cardine. I farmaci sistemici sono solitamente prescritti nei casi di grave malattia, per via degli effetti collaterali correlati a molti di essi. L'applicazione di glicerina, insieme alla Alchemilla xanthochlora, ha dimostrato di essere efficace nel trattamento dell'afta. Una revisione sistematica ha dimostrato che nessun singolo intervento sistemico possa essere efficace. Una buona igiene orale è importante per prevenire una infezione secondaria delle ulcere.
Talvolta, nelle donne in cui l'ulcerazione è correlata al ciclo mestruale o all'assunzione di un contraccettivo orale, il progesterone o il cambiamento del tipo di contraccettivo orale può portare un beneficio. Il fastidio dell'ulcerazione può essere ridotto evitando alimenti grezzi o taglienti e lavandosi i denti con cura. Se il laurilsolfato di sodio è sospettato di essere la causa, è necessario evitare prodotti contenenti questa sostanza chimica. Allo stesso modo, un patch test può indicare che una allergia alimentare sia responsabile e dunque si deve procedere a modificare l'alimentazione di conseguenza. Se le indagini rivelano stati carenziali, la correzione della carenza può portare alla risoluzione dell'ulcerazione. Ad esempio, vi è qualche evidenza che la supplementazione di vitamina B12 può impedire recidive in alcune persone.
L'asportazione chirurgica delle ulcere aftose è stata descritta, ma è considerato un trattamento inefficace e inadeguato. Il nitrato d'argento è stato utilizzato anche come cauterizzante chimico. Oltre agli approcci già citati, vi sono numerosi trattamenti la cui efficacia non è provata; essi vanno dai rimedi erboristici a trattamenti alternativi, tra cui il ricorso all'aloe vera, al myrtus communis, alla propoli, alla rosa damascena, al solfato di zinco, al teatree oil, alla nicotina, al vaccino antipoliomielite e alla prostaglandina E2.

## Prognosi
Per definizione, nel caso di un'afta, non vi è alcuna condizione medica di base grave e, soprattutto, le ulcere non sono correlate a un tumore orale e non sono infettive. Tuttavia, le afte sono in grado di causare un rilevante disagio. Vi sono diversi gradi di gravità della condizione, con sintomi che vanno da un fastidio minore a una certa disabilità. Nei casi più gravi, a causa del possibile dolore durante il mangiare, può riscontrarsi una perdita di peso, solitamente la condizione si protrae per diversi anni prima di scomparire spontaneamente nel corso della vita.

## Prevenzione
Le afte sono spesso riscontrate in soggetti afflitti da stress, disfunzioni del sistema immunitario o con condizioni salutari precarie, quindi sono consigliati ritmi di vita poco stressanti, una dieta appropriata e anche una buona igiene orale che aiuta a prevenire la comparsa delle infezioni orali. Inoltre carenza di ferro, di acido folico, di vitamina B12 e (secondo qualche autore) di tocoferolo possono favorire l'insorgenza dell'afta.